# Diocèse de Budjala
Le diocèse de Budjala  est une circonscription ecclésiastique de l'Église catholique en République démocratique du Congo. Situé dans la partie nord-ouest de la province d’Équateur, il est suffragant de l’archidiocèse de Mbandaka-Bikoro. Érigé le 25 novembre 1964, il comprend les districts du Nord Ubangi, Sud Ubangi et de l'Équateur, avec les territoires de Bomongo, Budjala, Businga, Gemena, Kungu et Mankanza.

## Évêques de Budjala
- 1964-1974 : François Van den Berghe, scheutiste (démissionnaire)
- 1974-2009 : Joseph Bolangi (démissionnaire)
  - 2007-2009 : Philibert Tembo Nlandu, scheutiste, coadjuteur
- 2009- : Philibert Tembo Nlandu, scheutiste

## Paroisses
Le diocèse comprend  18 paroisses. Notamment: - Mankanza (Sacré-Cœur) : 1889 - Mbaya (Notre Dame de Bonne-Espérance): 1907 - Bominenge (Notre Dame du Bois): 1925 - Banga-Bola (Ste Thérèse de l'Enfant Jésus): 1926 - Libanda (St Michel): 1933 - Yakamba (St Raphael): 1936 - Bokonzi (St Joseph): 1939 - Gbosasa (St Jean Baptiste): 1940 - Ndage (St Egide): 1951 - Takaya (St François Xavier): 1951 - Gwaka (St Jacques): 1953 - Bobadi (Ste Marie Reine du Monde): 1954 - Songo (St Pie X): 1954 - Ngbelenge (St Augustin): 1959 - Bolumbe (St Matthias Mulumba): 1964 - Budjala (Notre Dame): 1967 - Ngbulu (St Paul Apôtre): 2003 - Karawa (Notre Dame de Fatima): 2007.